# Jan Koucký
Jan Koucký (* 23. června 1953 Praha) je český odborník na školství a politik, v 90. letech 20. století poslanec České národní rady a Poslanecké sněmovny za ODS, v 90. letech a znovu v letech 2010–2011 náměstek ministra školství.

## Biografie
Je synem komunistického odbojáře, politika a diplomata Vladimíra Kouckého.[zdroj?] Vystudoval obor matematická statistika na národohospodářské fakultě Vysoké školy ekonomické v Praze (později získal doktorát na Pedagogické fakultě Univerzity Karlovy). Působil na ČVUT a v Ekonomickém ústavu Československé akademie věd. Od srpna 1990 působil jako náměstek českého ministra školství. Z této funkce ho ministr Petr Piťha odvolal v červenci 1992 z odůvodněním, že Koucký se stal poslancem a výkon obou funkcí je těžko představitelný. Ve volbách v roce 1992 byl Koucký totiž zvolen do České národní rady za ODS (volební obvod Středočeský kraj). Zasedal ve výboru pro vědu, vzdělání, kulturu, mládež a tělovýchovu. Od léta roku 1993 byl rovněž poslancem Parlamentního shromáždění Rady Evropy.
Od vzniku samostatné České republiky v lednu 1993 byla ČNR transformována na Poslaneckou sněmovnu Parlamentu České republiky. Mandát obhájil ve volbách v roce 1996. V letech 1996-1998 byl místopředsedou výboru pro vědu, vzdělání, kulturu, mládež a tělovýchovu a členem zahraničního výboru.
V květnu 1994 se vrátil do funkce náměstka ministra školství, do které ho jmenoval nový ministr Ivan Pilip. Konkrétně šlo o post prvního náměstka. V červenci 1996 se uvádí, že již na ministerstvu jako náměstek nepůsobí.
I po odchodu z parlamentu v roce 1998 se nadále zaměřoval na školská témata. V roce 1999 prezentoval jako spoluautor výsledky studie České vzdělání a Evropa. K roku 2002 se zmiňuje jako pracovník Střediska vzdělávací politiky Univerzity Karlovy. K roku 2004 jako ředitel Střediska vzdělávací politiky pražské pedagogické fakulty. Zastupoval také Českou republiku ve výborech Organizace pro hospodářskou spolupráci a rozvoj.
Do vládní politiky se vrátil v listopadu 2010. Ministr školství Josef Dobeš ho jmenoval svým náměstkem, když již předtím působil jako jeho poradce. Ve funkci měl řešit zejména otázku zavedení zápisného na vysokých školách a připravovat reformu vysokých škol. V prosinci 2011 se už ale uvádí, že Kouckého na postu náměstka vystřídal Ivan Wilhelm.
Žije v Dobříši.